# Anaerococcus
Genre
Anaerococcus est un genre de bactéries. Son espèce type est Anaerococcus prevotii. Ces bactéries sont Gram positif, anaérobies, indole-négatif cocci. Son génome a été séquencé en août 2009. Il peut causer une infection et est une partie normale du microbiome humain.
Il s'agit d'un agent pathogène de l'être humain qui se trouve dans l'abcès tubo-ovarien, l'abcès, la plaie chronique et la décharge vaginale. Il peut être présent dans infection des voies urinaires, ulcères chroniques, empyème pleural, infection du sang et tissu mou infection. Il est impliqué dans les infections polymicrobiennes.

## Liste d'espèces
Selon Catalogue of Life (30 novembre 2020) et ITIS (30 novembre 2020) :
- Anaerococcus hydrogenalis (Ezaki & al., 1990) Ezaki & al., 2001
- Anaerococcus lactolyticus (Li & al., 1992) Ezaki & al., 2001
- Anaerococcus murdochii Song & al., 2010
- Anaerococcus octavius (Murdoch & al., 1997) Ezaki & al., 2001
- Anaerococcus prevotii (Foubert & Douglas, 1948) Ezaki & al., 2001
- Anaerococcus tetradius (Ezaki & al., 1983) Ezaki & al., 2001
- Anaerococcus vaginalis (Li & al., 1992) Ezaki & al., 2001

Selon NCBI (30 novembre 2020) :
- Anaerococcus degeneri Veloo & al. 2015
- Anaerococcus hydrogenalis (Ezaki & al. 1990) Ezaki & al. 2001
- Anaerococcus jeddahensis Dione & al. 2018
- Anaerococcus lactolyticus (Li & al. 1992) Ezaki & al. 2001
- Anaerococcus marasmi Tall & al.
- Anaerococcus mediterraneensis Diop & al. 2017
- Anaerococcus murdochii Song & al. 2010
- Anaerococcus nagyae Veloo & al. 2017
- Anaerococcus obesiensis Lagier & al. 2012
- Anaerococcus octavius (Murdoch & al. 1997) Ezaki & al. 2001
- Anaerococcus pacaensis Pagnier & al. 2017
- Anaerococcus prevotii "Micrococcus prevotii" Foubert & Douglas 1948
- Anaerococcus provencensis "Anaerococcus provenciensis" La Scola & al. 2011
- Anaerococcus rubeinfantis "Anaerococcus rubiinfantis" Tidjani Alou & al. 2016
- Anaerococcus senegalensis Lagier & al. 2014
- Anaerococcus tetradius "Gaffkya anaerobius" (sic) (Choukevitch 1911) Prevot 1933
- Anaerococcus urinomassiliensis Morand & al. 2016
- Anaerococcus vaginalis (Li & al. 1992) Ezaki & al. 2001
- Anaerococcus vaginimassiliensis Bordigoni & al. 2020
- Candidatus Anaerococcus massiliensis Fenollar & al. 2006
- Candidatus Anaerococcus phoceensis Fenollar & al. 2006
- Candidatus Anaerococcus timonensis Fenollar & al. 2006

## Publication originale
- (en) Ezaki T, Kawamura Y, Li N, Li ZY, Zhao L et Shu S, « Proposal of the genera Anaerococcus gen. nov., Peptoniphilus gen. nov. and Gallicola gen. nov. for members of the genus Peptostreptococcus », International Journal of Systematic and Evolutionary Microbiology, Society for General Microbiology (d), vol. 51, no 4,‎ 1er juillet 2001, p. 1521-1528 (ISSN 1466-5026 et 1466-5034, OCLC 807119723, PMID 11491354, DOI 10.1099/00207713-51-4-1521, lire en ligne).